# GNU Readline
GNU Readline é uma biblioteca de software desenvolvida e mantida pelo projeto GNU e publicada sobre a licença GPL. Sua função é prover funcionalidades extras na edição de linha de comando, por exemplo :
- completamento do início de nomes com a tecla Tab,
- movimentação do cursor para trás com o atalho Ctrl+B e
- movimentação do cursor para frente com o atalho Ctrl+F.

A maior parte destes atalhos imita o comportamento de outros softwares do projeto GNU, como por exemplo o Emacs e o Vi.
Um projeto que faz uso desta biblioteca é o interpretador de comandos bash. A GNU Readline é portável e permite que as aplicações mostrem comportamento semelhante em diversos sistemas operacionais.
Muitas críticas são feitas à biblioteca, uma inclusive partindo da própria página de manual da GNU Readline que a descreve como "grande demais e lenta demais". Outro problema é a licença GPL que obriga todo software que a utiliza a também se licenciar sob GPL. Há alternativas à GNU Readline, como as bibliotecas Tecla e Editline, que estão sob licença BSD.